# Nicanor Zabaleta
Nicanor Zabaleta Zala (Sant Sebastià, 7 de gener de 1907 - San Juan (Puerto Rico), 31 de març de 1993) fou un músic (especialista en arpa) basc.
Deixeble de Marcel Tournier a París, l'any 1926 va fer el seu primer concert a París. Després del seu debut europeu va viatjar als Estats Units, on feu el seu primer concert l'any 1934. En un concert a Puerto Rico (1950) va conèixer Graziela, amb qui es casaria dos anys més tard.
El matrimoni es va establir a Sant Sebastià, des d'on va continuar fent concerts en gires per tot Europa. Entre 1959 i 1962, Zabaleta va donar classes d'arpa a l'Accademia Musicale Chigiana de Siena (Itàlia).
La seva tècnica i musicalitat li donaren fama internacional. El seu repertori comprenia des d'obres barroques a contemporànies.
Destacats compositors li dedicaren diverses obres com Alberto Ginastera, Darius Milhaud, Heitor Villa-Lobos, Walter Piston, Ernst Krenek o el seu compatriota Joaquín Rodrigo.
Va editar música original per a arpa de Cabezón, Beethoven, Dušek, Palero i Ribayaz. S'estima que Zabaleta va arribar a vendre uns tres milions de discos.
L'any 1983 va rebre el Premi Nacional de Música de mans del Govern espanyol. L'any 1988 va ingressar a l'Academia de Bellas Artes de San Fernando.
El seu últim concert el va fer a Madrid el 16 de juny de 1992, ja amb una salut precària. Va morir el 31 de març de 1993 a San Juan de Puerto Rico. És enterrat al Cementerio de Polloe de Sant Sebastià.

## Guardons
- Orde d'Alfons X el Savi (1966).
- Medalla d'Or al Mèrit en el Treball (1967).
- Medalla d'Or al Mèrit a les Belles Arts. (1981).
- Premi Nacional de Música d'Espanya (1983).